# 亮頰星衫魚
亮頰星衫魚（学名：Astronesthes lucibucca）为輻鰭魚綱巨口鱼目巨口鱼科的其中一種。分布于東南太平洋亞熱帶至南極間的海域，為深海魚類，棲息深度150-210公尺，體長可達10公分。

## 扩展阅读
維基物種上的相關：亮頰星衫魚